# Румынский театр оперы и балета
Румы́нский теа́тр о́перы и бале́та (рум. Opera Națională București) — театр в Бухаресте. Основан в 1921 году.

## История
В 1885 году Джордже Штефэнеску организовал в Бухаресте из актёров Национального театра труппу «Румынская опера», объединившую таких певцов, как Хариклея Даркле, Елена Теодорини, Григоре Габриелеску, и ставшую основой оперного театра в Румынии. В 1919 году уже другой румынский композитор Джордже Энеску организовывает музыкальное общество «Опера». А уже в 1921 году на базе этого общества организуется «Румынская королевская опера», торжественно открывшаяся оперой «Лоэнгрин» Рихарда Вагнера. В 1944 году становится Румынским театром оперы и балета (рум. Teatrul de Operă și Balet), а в 1968 году — «Опера Ромынэ» (рум. Opera Română).
До 1940 года спектакли шли в здании Лирического театра, потом на разных театральных площадках, пока в 1953 году не было специально построено новое здание по проекту архитектора Октава Доическу.
Труппа театра успешно гастролирует по миру. В СССР театр приезжал в 1960 и 1984 годах.

## Репертуар
- «Баядерка» Людвига Минкуса (1995)
- «Пиковая дама» Пётра Чайковского
- «Лоэнгрин» Рихарда Вагнера

## Известные сотрудники

### Директора
- Константин Марин
- Йон Нонна Отеску

### Режиссёры
- Валерий Ковтун

### Дирижёры
- Эджицио Массини
- Йон Нонна Отеску

### Певцы
- Дора Массини[рум.]
- Зенаида Палли
- Марчел Рошка
- Николае Херля
- Елена Черней
- Октав Энигэреску